# 9 décembre 1982
Le jeudi 9 décembre 1982 est le 343e jour de l'année 1982.

## Naissances
- André Lopes, joueur portugais de volley-ball
- Bastian Swillims, athlète allemand, spécialiste du sprint
- Cyril Chavet, joueur de rugby français
- Evdokia Gretchichnikova, athlète russe
- Jim Slater, joueur de hockey sur glace américain
- Kevin Goldthwaite, joueur américain de football
- Li Na, coureuse cycliste chinoise spécialiste de la piste
- Nathalie De Vos, athlète belge
- Nba saghru (mort le 9 janvier 2011), auteur-compositeur-interprète marocain
- Richard Mariko, joueur de football samoan-américain
- Ryan Grant, joueur de football américain
- Tamilla Abassova, cycliste russe
- Vincent Roumiguié, joueur de rugby français

## Décès
- Ásmundur Sveinsson (né le 20 mai 1893), sculpteur islandais
- Fritz Usinger (né le 5 mars 1895), écrivain allemand et essayiste
- Janusz Patrzykont (né le 9 mai 1912), joueur de basket-ball polonais
- Leon Jaworski (né le 19 septembre 1905), procureur américain
- Robert Vattier (né le 2 octobre 1906), acteur de théâtre et de cinéma

## Événements
- Sortie du film E.T., l'extra-terrestre
- Sortie de la chanson Le Grand Sommeil d'Étienne Daho
- Fin des massacres de décembre 1982 au Suriname